# Anomala tolensis
Anomala tolensis är en skalbaggsart som beskrevs av Bates 1888. Anomala tolensis ingår i släktet Anomala och familjen Rutelidae. Inga underarter finns listade i Catalogue of Life.